# Greves contra a reforma da previdência na França em 2010
As greves contra a reforma da previdência na França em 2010 são uma série de greves gerais e protestos na França iniciados em março de 2010 e intensificados durante os meses de setembro e outubro, contra a proposta do governo de aumentar a idade mínima de aposentadoria de sessenta para sessenta e dois anos que havia sido aprovada Assembleia e seria encaminhada a votação no Senado.. As greves, de âmbito nacional, envolvem tanto trabalhadores do setor privado quanto do setor público. As manifestações ocorrem sobretudo nas cidades de Bordeaux, Lille, Lyon, Marseille, Paris e Toulouse.  A proposta do governo também prevê aumento da idade mínima necessária para que os contribuintes da previdência social recebam  pensão integral - de 65 para 67 anos. Os sindicatos argumentam que os mais pobres serão os mais afetados pela reforma.
A reforma é contestada pelas oito principais centrais sindicais francesas: CGT, CFDT, FO, CFTC, CGC,  UNSA, Solidários e FSU. Os setores mais mobilizados foram o da educação, transporte ferroviário, transporte urbano (ônibus) e telecomunicações.
As greves de 2010 foram comparadas às greves de 1995, e 70% da população apóia o movimento. O secretário da CGT (Confederação Geral do Trabalho) Bernard Thibault declarou a La Chaîne Info: "Nunca houve, desde 1995, tantos manifestantes... do setores público e privado, e agora de todas as gerações. O governo está apostando na deterioração deste movimento ou no seu desmembramento. Eu penso que nós temos os meios para desapontá-lo."

## Onze dias de manifestações: os números do movimento

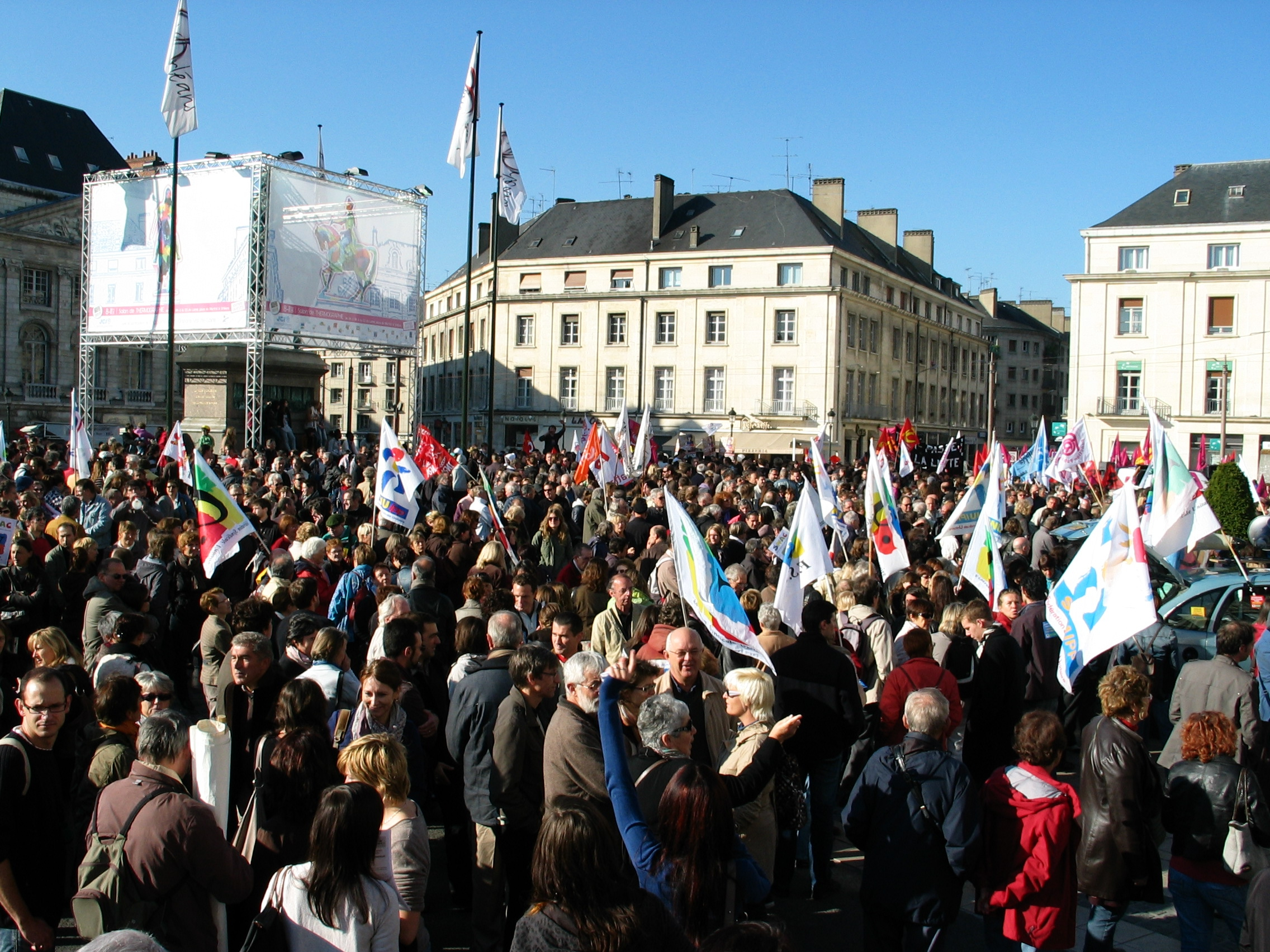
Manifestação de 12 de outubro de 2010, em Orléans.

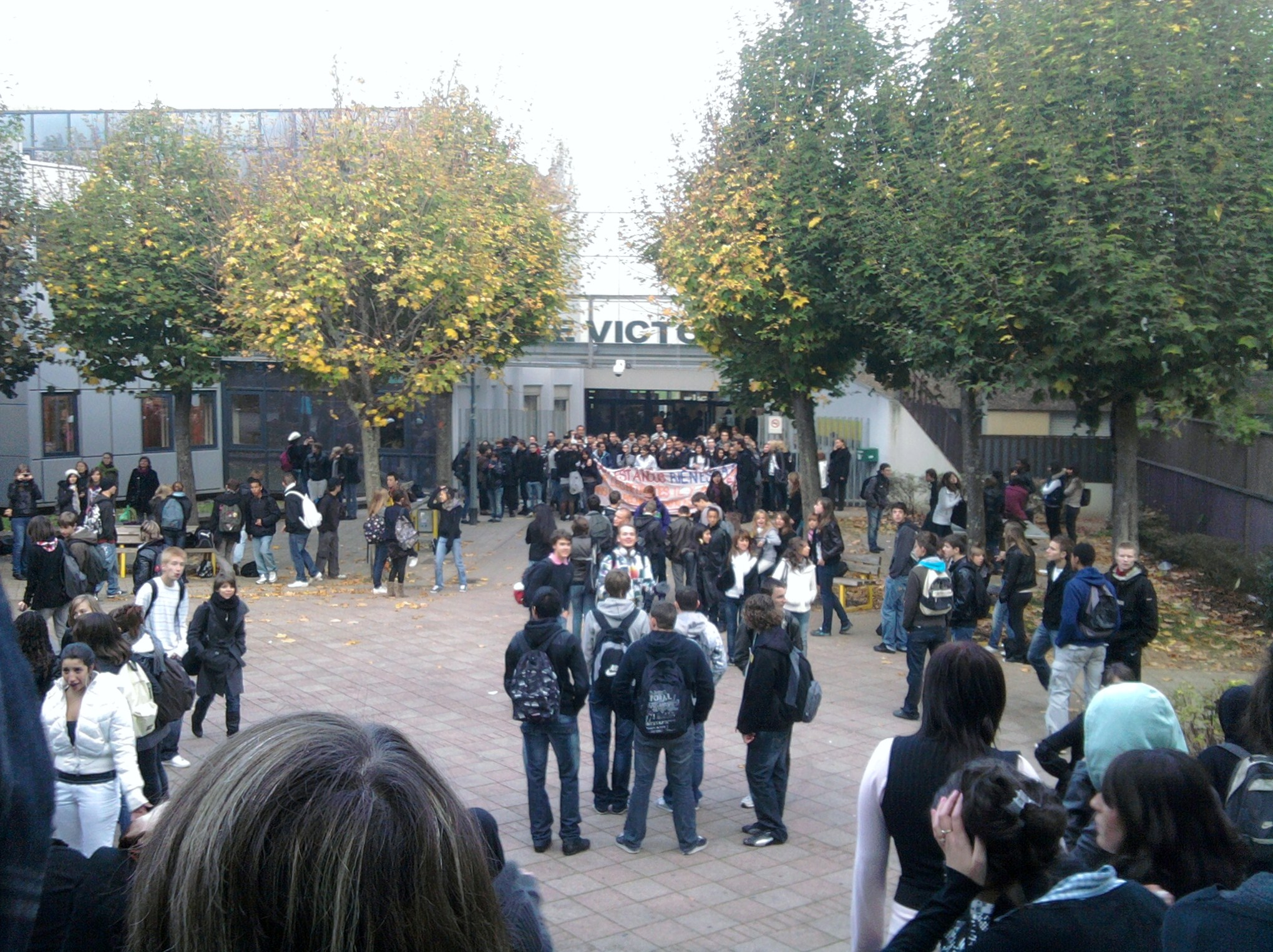
Piquetes no liceu Victor Hugo de Besançon-Planoise, em 14 de outubro de 2010.

Desde março, onze dias de greves e protestos ocorreram até 20 de outubro. A expectativa é de que as greves continuem até antes da votação do projeto pelo Senado francês. O número de participantes dos protestos varia bastante, conforme a fonte - Ministro do Interior da França, polícia ou os sindicatos.
A greve de 23 de setembro causou o cancelamento de mais de 50% dos voos nos aeroportos, em Paris e outras cidades. Metade das corridas dos trens de longa distância foram canceladas.
Uma greve prolongada de coletores de lixo levou ao acúmulo de resíduos ao redor do porto de Marselha. A greve já dura pelo menos três semanas.
Estudantes começaram sua participação nos protestos ao longo do mês outubro, com uma em cada quinze escolas no país sendo afetada em meados do mês. A polícia atirou balas de borracha no olho de um estudante de dezesseis anos em Montreuil, no subúrbio de Paris, quase causando a perda de seu olho; outros estudantes relataram também terem sido feridos. A polícia também jogou gás lacrimogêneo em jovens estudantes em Lyon, durante atos capturados pelas câmeras de televisão. No dia seguinte, foi a primeira ocasião em que os protestos ocorreram em um sábado.
Em 16 de outubro, após cinco dias de greves, o governo francês admitiu que o estoque de combustível do Aeroporto de Paris-Charles de Gaulle  estava a ponto de se  esgotar, ao mesmo tempo que exortou a população a "não entrar em pânico".

### Cronologia das manifestações
| Data       | Participantes (menor estimativa) | Participantes (maior estimativa) |
| ---------- | -------------------------------- | -------------------------------- |
| 07/09/2010 | 1,2 milhão                       | 2,7 milhões                      |
| 23/09/2010 | 1 milhão                         | 3 milhões                        |
| 02/10/2010 | 900.000                          | 3 milhões                        |
| 12/10/2010 | 1,2 milhão                       | 3,5 milhões                      |
| 16/10/2010 | 825.000                          | 3 milhões                        |
| 19/10/2010 | 1,1 milhão                       | 3,5 milhões                      |

- 23 de março: 800.000 manifestantes em toda a França, segundo a CGT, e 395.000[11], dos quais 31.000 em Paris, segundo o Ministério do Interior [12], no primeiro dia de greve de protesto contra o projeto governamental de reforma das aposentadorias.
- 1º de maio: segundo a CGT, cerca de 300.000 pessoas em  280 passeatas organizadas no interior do país, pela defesa das aposentadorias.
- 27 de maio : um milhão de manifestantes, segundo a CGT; 395.000, segundo o Ministério do Interior [13].
- 15 de junho: 23.000 pessoas, segundo a polícia, ou mais de 70.000, segundo o sindicato Confédération générale du travail - Force ouvrière (FO) [14].
- 24 de junho: 1,9 milhão de manifestantes em 200 manifestações[15] segundo a CGT;[16] 797.000, segundo o Ministério do Interior[17].
- 7 de setembro: 2,7 milhões de manifestantes, segundo a CGT; 2,5 milhões, segundo a Confédération française démocratique du travail (CFDT)[18] em 220 manifestações[15], e 1,1 milhão, segundo o Ministério do Interior.[15].
- 23 de setembro: cerca de 3 milhões de manifestantes de acordo com a CGT e a CFDT[19], sendo 300.000 na manifestação parisiense[20].  Segundo o ministério, havia 997.000 manifestantes[21], dos quais 65.000 em Paris.[22]
- 2 de outubro : 3 milhões de manifestantes segundo a CGT; 899.000, segundo o Ministério,[23], distribuídos em 240 cidades.
- 12 de outubro: os sindicatos reivindicam 3,5 milhões de manifestantes, sendo 330.000 em Paris. Segundo o Ministério do Interior, 1,23 milhões (89.000 em Paris). Estudantes secundários e universitários juntam-se às passeatas e começam a realizar manifestações diárias.

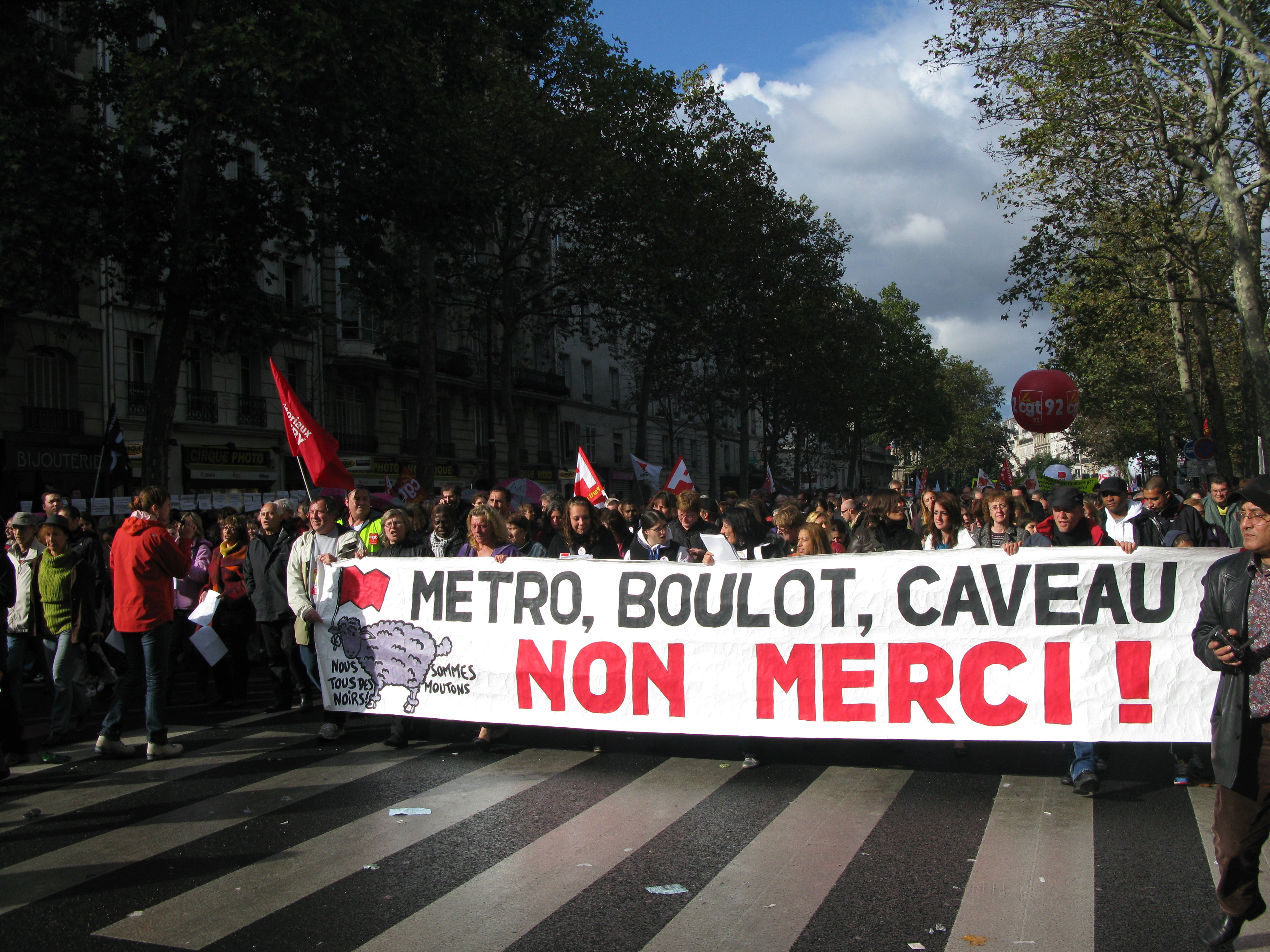
Protesto em Paris, 16 de outubro.

- 16 de outubro: « quase 3 milhões » de manifestantes segundo a CGT, e 2.500.000, conforme a CFDT[24] e 825000, segundo o ministro do Interior.[25]
- 19 de outubro: as oito confederações sindicais reúnem 3,5 milhões de manifestantes, segundo a CFDT[26] e a CGT,[27] em 266 cidades[28] (ou  1,1 milhão, de acordo com o Ministério), enquanto "operações tartaruga" ocorrem por toda a França.[29].